# Hator
V egipčanski mitologiji je Hator  boginja neba, ljubezni, lepote, veselja, materinstva, tujih dežel, rudarstva, glasbe in plodnosti. Predstavlja se v obliki ženske s kravjimi rogovi ali hieroglifom na glavi, včasih tudi v obliki krave. V Stari Grčiji je sorodna Afroditi. Po izvoru je bila personifikacija Mlečne ceste v naši galaksiji.

## Miti
Hator je nastala iz Rajevega očesa in je njegova najdražja hči. Je starodavna boginja in je bila kot lik svete krave spoštovana že zelo zgodaj; podobna je kravi Bat.
Med uporom ljudi proti Raju je bila Hator maščevalka. Ljudje so mislili, da je Ra prestar, da bi bil kralj. Takrat je Ra rekel Nunu (prvemu oceanu): "Najstarejši med bogovi, iz katerega nastanejo bogovi, glej, ljudje, ustvarjeni iz mojega očesa, si izmišljajo zla dejanja proti meni in bogovom. Čakal sem, nisem jih ubil, preden ne slišim vaše besede o tem."  Tedaj reče njegovo veličanstvo Nun: "Sin moj, Ra, ti si bog, večji od tistega, ki ga je ustvaril! Tvoj prestol je močan, velik je strah med ljudmi pred teboj. Naj tvoje oko kaznuje tiste, ki so te užalili!" In tako se vsi bogovi in boginje zedinijo (to so bili Geb, Nut, Šu in Tefnut) in rečejo Raju: "Veliki Ra, ljudje so pred teboj pobegnili v puščavo, njihova srca so v strahu. Pošlji svoje oko, da uniči tiste, ki so si izmislili zlo proti tebi, naj to pride v obliki Hator."
Hator se spremeni v grozno levinjo Sekmet, ki prinaša kugo in bolezni. Toda Ra jo je ustavil in ljudje so preživeli. Hator se je potem poročila s Horusom in mu rodila štiri sinove.

## Opis

### Zgodnji opis
Hator je dvoumno upodobljena do četrte dinastije. V zgodovinskem obdobju je prikazana kot krava. Artefakti iz preddinastičnega obdobja prikazujejo kravje božanstvo, uporabljajo isto simboliko, kot se je v poznejših obdobjih uporabljala za Hator. Egiptologi predvidevajo, da je lahko to božanstvo isto ali predhodnica za Hator.
Zdi se, da je kravje božanstvo na Narmerjevi paleti iz preddinastične dobe lahko Hator, a v drugi preobleki boginja Bat, s katero je bila povezana in jo je kasneje izpodrinila. Na trenutke so jo obravnavali kot isto boginjo, čeprav imata verjetno različen izvor in različno božansko zasnovo. Piramidna besedila iz Starega kraljestva povezujejo Hator s kraljevim predpasnikom, kar spominja na  upodobitev božanstva na Narmerjevem pasu, zato je verjetnejše, da je upodobljena Hator in ne Bat.
Žarni kamen, najden v Hierakonpolisu in datiran v prvo dinastijo, ima podobo obraza kravjega božanstva z zvezdami na ušesih in rogovih, ki se lahko nanašajo na Hator ali Bat kot boginjo neba. Še en artefakt iz prve dinastije kaže ležečo kravo na slonokoščeni gravuri z napisom »Hator v močvirju«, kar kaže na njeno povezavo z rastlinami in posebej papirusom. Od starega kraljestva naprej je bila imenovana tudi Gospa sikomora (sikomora je egiptovska smokev), torej je bila drevesno božanstvo.

### Razmerja, povezave, slike in simboli
Hator ima zapleteno razmerje z Rajem. Včasih je njegovo oko in njegova hčerka, včasih jo imajo tudi za njegovo mater. To vlogo je nasledila po kravji boginji 'Mht wrt' (Velika poplava), ki je bila mati Raja v mitu in ga je nosila med svojimi rogovi. Kot mati je vsako jutro rodila Raja na vzhodnem obzorju, kot žena je bila z njim vsak dan.
Hator je bila z boginjo Nut povezana z Mlečno cesto (Rimska cesta) v tretjem tisočletju pred našim štetjem, ko sta se v jesenskem in spomladanskem enakonočju uskladili in se dotaknili zemlje, kjer se je sonce dvigovalo in spuščalo. Štiri noge nebesne krave so predstavljale Nut ali Hator (kot stebri, na katerih je bilo podprto nebo z zvezdami na trebuhu, ki sestavljajo našo galaksijo, na katerem je plula sončna ladja z Rajem, ki predstavlja sonce).
Rimska cesta je bila videti kot plovna pot na nebu, na njej sta plula sončno božanstvo in luna, kar so Stari Egipčani opisovali kot Nil na nebu glede na to in ime mehturt, saj je ona odgovorna za letno poplavo Nila. Druga posledica tega imena je, da je bila videti kot glasnica skorajšnjega rojstva, kot prispodoba poplav. Druga razlaga Mlečne ceste je, da je bila prvinska kača Vadjet, zaščitnica Egipta, tesno povezana s Hator in drugimi zgodnjimi božanstvi, vključno z Mut in Naunet. Hator je bila tudi zaščitnica puščavskih območij.
Hator je bila tudi boginja zahoda in pijanstva. Pričakala je duše mrtvih v podzemlju. Najbolj so jo častili v Denderi. Je sončna boginja, boginja neba in pramorja, pa tudi boginja tujih držav, žensk, svečanosti itd. Bila je zaščitnica Sinaja, bakra in turkiza. Kultni center je bil Dendera. Starejši centri so bili tudi Deir-el-Medina, Megara in Serabit-el-Kadim na Sinaju. V Memfisu so jo častili kot boginjo posmrtnega življenja, ki pokojniku ponudi pijačo in hrano. Po mitu je telo svojega brata, mrtvega Ozirisa skrila v skrinji (včasih so mislili, da je Ozirisova sestra).
V Tebah so jo častili kot zaščitnico tebanske nekropole, kot gospodarico zahoda. V nekaterih oblikah je zelo podobna Izidi. Prikazuje se antropomorfno kot ženska, ki v roki lahko drži klopotec, steblo lotosa, žezlo v obleki rdeče ali turkizne barve ali v dvobarvni (turkizno-rdeči), na glavi ima kapo v obliki kraguljevih kril s podnožjem, na katerem so rogovi s sončevim diskom. Predstavlja se tudi v živalski obliki, kot govedo z diskom med rogovi. Na nekaterih podobah je boginja s soncem na glavi pravzaprav Izida, na primer v grobnici Horemheba, v kateri je naslikana "Izida - Hator" (podobno Amon - Ra). V Novem kraljestvu se prikazuje tudi s kravjo glavo. Kadar so hoteli narediti razliko med njo in Izido, je Hator nosila hieroglif za zahod. V enem mitu je sedem njenih krav, ki jih človek lahko časti v Duatu (kraljestvu mrtvih).

## Templji
Kult Hator se je razvil iz prazgodovinskih kultov krave in ni mogoče reči dokončno, kje je njen izvor. Dendera v Zgornjem Egiptu je pomembno zgodnje mesto, v katerem so jo častili kot »gospodarico Dendere«. Iz obdobja starega kraljestva je imela kultno mesto v Meiru in Kuseiu z območjem Giza-Sakari kot središčem čaščenja. Na začetku prvega vmesnega obdobja se zdi, da je glavno kultno mesto postala Dendera, ker naj bi bila mati in žena »Hora iz Edfuja«. Deir el-Bahri na zahodnem bregu Teb je bilo tudi pomembno mesto za Hator, saj se je razvil iz že obstoječega kulta krave.
Templji (in kapelice), posvečene Hator:
- Tempelj Hator in Maat v Deir el-Medina, zahodni breg, Luksor.
- Tempelj Hator na otoku File, Asuan.
- Kapela Hator ob pogrebnem templju kraljice Hačepsut, zahodni breg, Luksor.
- Tempelj Hator v dolini Timna, Izrael

- Tempelj Hator, Dendera
- Tempelj Hator, Dendera
- Tempelj Hator, Dendera
- Tempelj Hator, Dendera
- Tempelj Hator, Dendera
- Tempelj Hator, Dendera
- Tempelj Hator, Dendera
- Bes v templju Hator, Dendera

## Navajana dela
- Hart, George (2005). The Routledge Dictionary of Egyptian Gods and Goddesses, Second Edition (PDF). Routledge. str. 61–65. ISBN 978-0203023624. Arhivirano iz prvotnega spletišča (PDF) dne 26. februarja 2021. Pridobljeno 15. decembra 2020.